# مجلس ملی تاجیکستان
یکی از دو مجلس عالی تاجیکستان است. مجلس ملی ۳۳ عضو دارد که ۲۵ عضو آن را وکیلان مجالس پنج منطقه تاجیکستان انتخاب می‌کنند. هشت عضو دیگر را رئیس‌جمهور تاجیکستان تعیین می‌کند. رئیس فعلی مجلس رستم امامعلی است که در ۲۹ فروردین ۱۳۹۹ جایگزین محمدسید عبیدالله‌اف شد.

## اختیارات
طبق قانون اساسی تاجیکستان، مجلس ملی این اختیارات را دارد:
- تأسیس و برهم زدن واحدهای مأموری
- انتخاب و بازخواند رئیس، معاونان و دادرس‌های دادگاه قانون اساسی، دادگاه عالی و دادگاه عالی اقتصادی با پیشنهاد رئیس‌جمهور
- لغو مصونیت رئیس، معاونان و دادرس‌های دادگاه قانون اساسی، دادگاه عالی و دادگاه عالی اقتصادی
- تعیین و برکناری دادستان کل کشور و معاونان او